# Çetinkaya Türk
Çetinkaya Türk Spor Kulübü (în greacă Τσετίνκαγια Τϋρκ Σπορ Κυλϋβϋ), prescurtat Çetinkaya Türk, este un club de fotbal cipriot turc⁠(d) cu sediul în Nicosia de Nord. Este cea mai decorată echipă din Ciprul de Nord.